# Järise-tó
A Järise-tó (észtül: Järise järv) Észtországban, Saaremaa szigetének északi részén, Mustjala község területén található tó. Järise falutól délre kb. 2 km-re található. Vízfelülete 92,2 ha. A 31,8 m-es tengerszint feletti magasságon elterülő tó átlagos mélysége 0,7 m, legnagyobb mélysége 1,4 m. A partvonal teljes hossza 10 605 m. A tóból hét kisebb sziget emelkedik ki, ezek összterülete 4,2 ha. A tó jelentős részét vízi növényzet borítja. Jellemző halai a sügér, a bodorka és a kárász. 